# 1589 en santé et médecine
| Années de la santé et de la médecine : 1586 - 1587 - 1588 - 1589 - 1590 - 1591 - 1592    |
| Décennies de la santé et de la médecine : 1550 - 1560 - 1570 - 1580 - 1590 - 1600 - 1610 |

Cet article présente les faits marquants de l'année 1589 en santé et médecine.

## Événements
- 5 janvier : Catherine de Médicis meurt d'une pleurésie[1].
- Peste en Europe[2].
- Le chirurgien Urbain Hémard (c.1548-1592), consul de Rodez, est disgracié et banni pour avoir choisi le parti des vaincus, les « Politiques », dans leur lutte sanglante contre les « Ligueurs[3] ».

## Publications
- Lorenz Scholz von Rosenau (1552-1599)  fait paraître ses « Aphorismes médicaux[4] ».
- Sous le titre de De admirabili viperae natura et ejusdem facultatibus, le naturaliste et médecin italien Baldo Angelo Abati publie l'un des premiers traités sur les serpents[5].

## Naissances

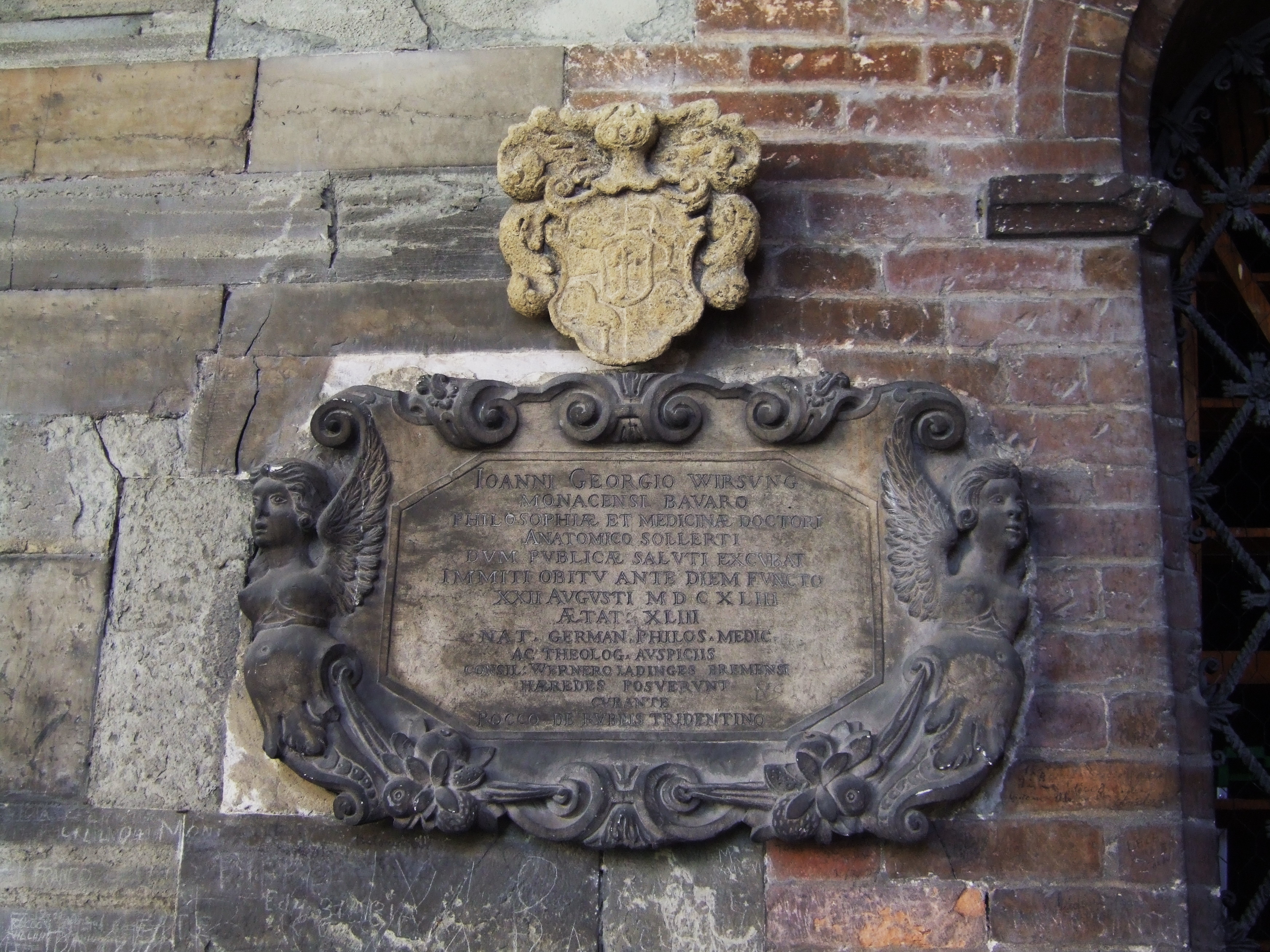
J. G. Wirsung
Stèle funéraire
St-Antoine de Padoue

- 3 juillet : Johann Georg Wirsung (mort en 1643), anatomiste allemand[6].
- Septembre : Lazare Rivière (mort en 1655), médecin français[7].

## Décès
- 7 avril : Giulio Cesare Aranzio (né en 1530), médecin italien[8],[9].